# Tambon Pa Sak
Tambon Pa Sak (Thai: ป่าสัก) is een tambon in de amphoe Chiang Saen in de changwat Chiang Rai. De tambon telde in 2005 8.337 inwoners en bestaat uit 13 mubans.